# Austalis caledonica
Austalis caledonica är en tvåvingeart som först beskrevs av Jacques-Marie-Frangile Bigot 1883.  Austalis caledonica ingår i släktet Austalis och familjen blomflugor.
Artens utbredningsområde är Nya Kaledonien. Inga underarter finns listade i Catalogue of Life.